# Archithosia discors
Archithosia discors är en fjärilsart som beskrevs av Sergius G. Kiriakoff 1958. Archithosia discors ingår i släktet Archithosia och familjen björnspinnare. Inga underarter finns listade i Catalogue of Life.